# ZERI (economia)
ZERI (Zero Emission Research and Initiatives) è una rete internazionale di 3000 tecnologi ed economisti, che intendono sviluppare nuovi processi produttivi, in cui gli scarti di un processo possano essere utilizzati come materie prime per un altro, in modo da ridurre drasticamente, se non evitare completamente, la produzione di scarti da eliminare in modo improduttivo e dannoso per l'ambiente. "L'obiettivo è lo zero: zero incidenti, zero sprechi, emissioni zero".
La sua filosofia non è quella che vede il progresso e la scienza come mali da estirpare, ma quella di incorporare nel progresso sia il rispetto per l'ambiente, sia le tecniche usate dalla natura stessa, di fatto rendendo il processo produttivo parte di un ecosistema.
Secondo il Libro Bianco dell'Ambiente 1996, dell'Agenzio per l'Ambiente del Giappone "ZERI sarà lo standard per l'industria nel 21esimo secolo".

## Storia
Lo ZERI è stato fondato il 6 aprile 1994 dall'economista Gunter Pauli e dal Prof. Heitor Gurgulino de Souza, allora Rettore dell'Università delle Nazioni Unite, per trasformare idee e conoscenza scientifica in progetti concreti.
Nei successivi 10 anni sono stati implementati dozzine di progetti funzionali, soprattutto nei paesi dei Terzo Mondo.
Anche se formalmente lo ZERI non fa parte delle Nazioni Unite, collabora con lo UNDP (United Nations Development Programme, Programma di Sviluppo delle Nazioni Unite) sin dal 1997 e fin dall'inizio con l'UNESCO. Il 14 ottobre 1998 Kofi Annan, allora segretario generale delle Nazioni Unite, ha formalmente appoggiato lo ZERI. Nel dicembre dello stesso anno è iniziata la collaborazione con la FAO.
Nel luglio del 2000, lo ZERI ha presenziato al World EXPO di Hannover (Germania), costruendosi un padiglione utilizzando come materia prima esclusivamente piante della Colombia.
Il 3 ottobre 2005, presso il Politecnico di Torino, sono iniziati i primi master di secondo livello italiani in Systems Design che implementano i principi ZERI.